# Мирошниченко, Дмитрий Григорьевич
Дми́трий Григо́рьевич Мирошниче́нко (29 сентября 1921, ст. Пашковская, — 3 июня 2002, Ступино, Московская область) — Герой Советского Союза (26 октября 1944), полковник (1977), военный лётчик.

## Биография
Родился 29 сентября 1921 года в станице Пашковская, ныне в черте города Краснодар. В 1938 году окончил 9 классов школы № 58 (ныне — лицей № 12) в Краснодаре. Работал в типографии газеты. Окончил Краснодарский аэроклуб.
В армии с мая 1941 года. В 1942 году окончил Краснодарскую военную авиационную школу лётчиков. В марте-августе 1942 года в 8-м запасном авиационном полку (на аэродроме Багай-Барановка в Саратовской области) прошёл переобучение на истребителе Як-1.
Участник Великой Отечественной войны: в августе 1942-сентябре 1944 — лётчик, старший лётчик, командир звена, заместитель командира и командир авиаэскадрильи 248-го истребительного авиационного полка; в апреле-мае 1945 — командир авиаэскадрильи 9-го польского истребительного авиационного полка. Воевал на Западном, Центральном и 1-м Белорусском фронтах.
Участвовал в Курской битве, освобождении Левобережной Украины, Белоруссии и Польши, штурме Берлина. Совершил около 150 боевых вылетов на истребителях Як-1 и Як-9, в воздушных боях лично сбил 18 самолётов противника.
За мужество и героизм, проявленные в боях, указом Президиума Верховного Совета СССР от 26 октября 1944 года старшему лейтенанту Мирошниченко Дмитрию Григорьевичу присвоено звание Героя Советского Союза с вручением ордена Ленина и медали «Золотая Звезда».
После войны продолжал службу в строевых частях ВВС (в Белорусском военном округе).
Участник боевых действий в Корее в ноябре-декабре 1950 года в должности командира авиаэскадрильи 139-го гвардейского истребительного авиационного полка. Совершил несколько боевых вылетов на реактивном истребителе МиГ-15.
В 1951 году занимался переучиванием северокорейских лётчиков на реактивные истребители. В 1953 году окончил Липецкие высшие офицерские лётно-тактические курсы. Продолжал службу в авиации ПВО. Весной 1954 года по состоянию здоровья был списан с лётной работы. С мая 1954 года — заместитель начальника штаба 309-й истребительной авиационной дивизии ПВО по пункту управления и наведения. С июля 1955 года подполковник Д. Г. Мирошниченко — в запасе.
Жил в городе Ступино Московской области. Работал оператором на Ступинской газораспределительной станции. Умер 3 июня 2002 года. Похоронен в городе Ступино на кладбище Соколова пустынь.

## Награды
- Герой Советского Союза (26.10.1944);
- орден Ленина (26.10.1944);
- два ордена Красного Знамени (18.02.1944[1], 13.03.1944[2]);
- орден Отечественной войны 1-й степени (11.03.1985[3]);
- орден Отечественной войны 2-й степени (18.11.1943)[4];
- медаль «За боевые заслуги» (19.11.1951);
- другие медали.

## Почётные звания
- Почётный гражданин города Ступино.